# جاخنانغ
جاخنانغ (بالألمانية: Gachnang) هي بلدية سويسرية تتبع لمقاطعة فراونفيلد في كانتون تورغاو. تبلغ مساحتها 9.7 كيلومتر مربع، ويقدر عدد سكانها بـ 3984 نسمة (حسب تعداد ديسمبر 2015).